# クラウス・フロム
クラウス・ヨルゲン・フロム（Claus Jørgen From、1945年6月26日 - ）は、デンマークの元ハンドボール選手で、1972年夏季オリンピックと1976年夏季オリンピックに出場した。彼はIF Stjernenで競技した。
1972年、彼はデンマークのチームの一員としてオリンピック大会に参加し、14位だった。彼は4試合に出場し、6得点を決めた。四年後、1976年のオリンピック大会に参加し、8位だった。彼は6試合すべてに出場し、6得点を決めた。